# 昂普夸葉唇魚
昂普夸葉唇魚（学名：Ptychocheilus umpquae）為輻鰭魚綱鯉形目雅羅魚科的一個種，分布於北美洲美國奧勒岡州Umpqua河與Siuslaw河流域，體長可達44公分，棲息在河川或湖泊，生活習性不明。